# Galium sparsiflorum
Galium sparsiflorum är en måreväxtart som beskrevs av William Franklin Wight. Galium sparsiflorum ingår i släktet måror, och familjen måreväxter.
Artens utbredningsområde är Kalifornien.

## Underarter
Arten delas in i följande underarter:
- G. s. glabrius
- G. s. sparsiflorum